# Ponta Akrema
Ponta Akrema (Ponta Acrema) ist ein Kap auf der osttimoresischen Insel Atauro, die der Landeshauptstadt Dili vorgelagert ist. Es bildet die Nordspitze der Insel und liegt im Suco Biqueli. Südlich befindet sich das Dorf Akrema. Östlich liegt die Straße von Wetar, westlich öffnet sich die Bandasee. In Sichtweite befindet sich nordöstlich die indonesische Insel Liran.